# Todiramphus youngi

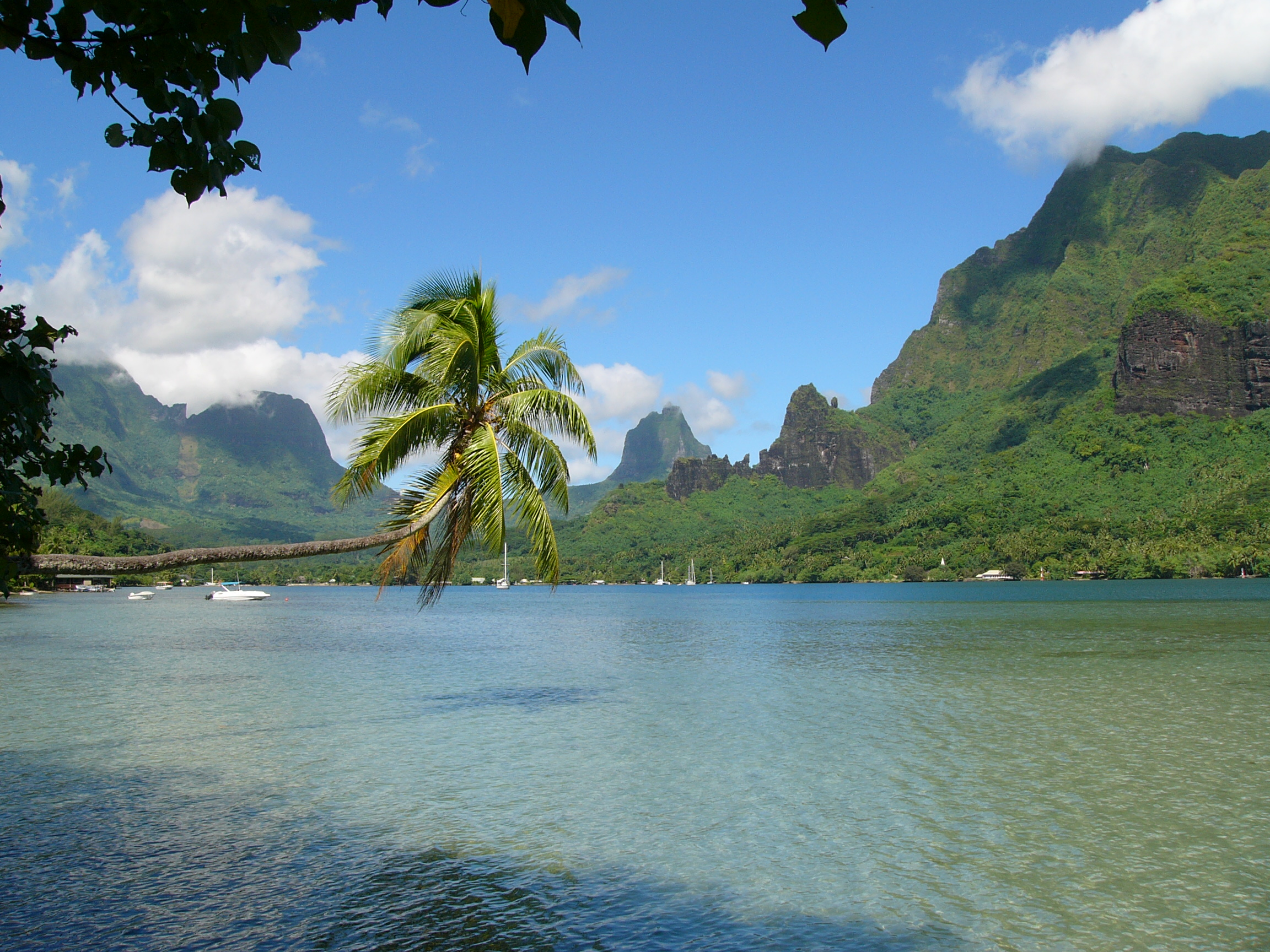
Fågeln förekommer endast på ön Moorea.

Todiramphus youngi, "mooreakungsfiskare", är en fågel i familjen kungsfiskare inom ordningen praktfåglar. Den betraktas oftast som underart till tahitikungsfiskare (Todiramphus veneratus), men urskiljs sedan 2014 av IUCN och Birdlife International som egen art. Den kategoriseras av IUCN som sårbar. Arten förekommer enbart på ön Moorea i Sällskapsöarna.